# 趙湖
趙湖（？年—？年），字洞庭，號六橋，四川省宜賓縣人，嘉慶六年辛酉科拔貢，十八年癸酉科舉人，道光十七年任四川鄰水縣教諭，勅授修職郎，例授文林郎，誥封奉政大夫，晉封朝議大夫，晉贈中憲大夫，刑部陝西司員外郎加三級，刑部直隸司主事加四級，誥贈中議大夫，道銜，工部都水司主事加一級，晉贈通議大夫，四品銜，雲南趙州知州加三級，晉贈通奉大夫，刑部陝西司員外郎加六級。